# 살인 개스
《살인 개스》(Cover Up)는 영국에서 제작된 매니 코토 감독의 1991년 액션, 스릴러 영화이다. 돌프 룬드그렌 등이 주연으로 출연하였고 제이콥 코츠키 등이 제작에 참여하였다.

## 출연

### 주연
- 돌프 룬드그렌
- 루이스 고셋 주니어

### 조연
- 존 핀
- 리사 버클리

## 기타
- 프로듀서: 로나 B. 월리스
- 조감독: 빅 암스트롱